# Villainville

Villainville este o comună în departamentul Seine-Maritime, Franța. În 1 ianuarie 2022 avea o populație de 303 de locuitori.